# Тератология (стиль)

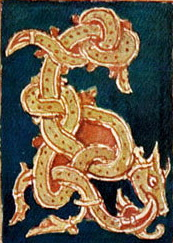

Тератология (греч. τέρας, генетив греч. τέρατος — чудо, чудовище и греч. λογος — слово, знание) — область изобразительного искусства, жанр или тема различных изображений, связанных с архаическими представлениями о фантастических миксантропических (сочетающих черты человека и животного), хтонических (подземных) существах или иного рода чудовищах. Тератология — характерное явление Средневекового искусства. «Тератоморфизм совмещает в себе чудовищность и чудесность, ужас и красоту».
В античном искусстве тератологические мотивы встречаются в сценах сражений богов с хтоническими существами. «Тератологический стиль» (условное название) наиболее распространён в средневековом орнаменте, книжной миниатюре: заставках, инициалах, в «абстрактном зверином орнаменте» и зверином стиле.
В Древней Руси тератологический орнамент получил распространение в XIII—XIV веках и использовался преимущественно для украшения рукописей. В рукописных книгах XII—XIV веков, особенно в новгородских и псковских (они в наименьшей степени пострадали от монголо-татарского нашествия), встречаются так называемые тератологические, «чудовищные», инициалы. Они представляют собой причудливые сплетения из фантастических образов зверей и птиц, словно перетянутых ремнями. Ярким образцом такого орнамента являются миниатюры Псковской Псалтири, рукописи из коллекции Ф. А. Толстого (РНБ, F.п. I.1), по наиболее вероятному предположению исследователей, созданной в Пскове в XIII в.
Тератологические мотивы использовали в народных промыслах и художественных ремёслах, в резьбе и росписи по дереву, в резных деталях средневековых храмов. К XV веку популярность таких мотивов постепенно угасала.